# 雅切隆州
雅切隆州是帛琉16個行政區之一，位於巴伯爾圖阿普島北端，卡揚埃爾州在雅切隆州以北，面積約10平方公里（16州中面積排名13），人口約500以下，是帛琉人口第5大州。